# Church of Your Heart
Church of Your Heart è un singolo del duo svedese Roxette, pubblicato nel 1992 come quinto estratto dall'album Joyride.
Scritto da Per Gessle, è stato l'ultimo brano dei Roxette ad entrare nella top 40 statunitense.

## Tracce
CD-Maxi
1. Church Of Your Heart (Album Version) - 3:17
2. I Call Your Name - 3:36
3. Come Back (Before You Leave) (Demo April 1990) - 4:10
4. Soul Deep (Tom Lord-Alge Remix) -3:40

7" Single
1. Church Of Your Heart (Album Version) - 3:17
2. I Call Your Name - 3:36

## Classifiche
| Classifica (1992) | Posizione più alta |
| ----------------- | ------------------ |
| Austria           | 24                 |
| Svezia            | 21                 |
| Regno Unito       | 21                 |
| Billboard Hot 100 | 36                 |